# Contea di Runnels
La contea di Runnels in inglese Runnels County è una contea dello Stato del Texas, negli Stati Uniti. La popolazione al censimento del 2010 era di 10 501 abitanti.. Il capoluogo di contea è Ballinger. La contea è stata creata nel 1858 e successivamente organizzata nel 1880. Il suo nome deriva da Hiram George Runnels, un legislatore dello Stato del Texas.

## Storia
| Anno | Popolazione | ±%     |
| ---- | ----------- | ------ |
| 1880 | 980         | Note:  |
| 1890 | 3,193       | 225.8% |
| 1900 | 5,379       | 68.5%  |
| 1910 | 20,858      | 287.8% |
| 1920 | 17,074      | −18.1% |
| 1930 | 21,821      | 27.8%  |
| 1940 | 18,903      | −13.4% |
| 1950 | 16,771      | −11.3% |
| 1960 | 15,016      | −10.5% |
| 1970 | 12,108      | −19.4% |
| 1980 | 11,872      | −1.9%  |
| 1990 | 11,294      | −4.9%  |
| 2000 | 11,495      | 1.8%   |
| 2010 | 10,501      | −8.6%  |

I primi abitanti che si stanziarono nella zona furono le tribù di Jumano, seguiti dai Comanche.

## Geografia
Secondo l'Ufficio del censimento degli Stati Uniti d'America la contea ha un'area totale di 1057 miglia quadrate (2740 km²), di cui 1051 miglia quadrate (2720 km²) sono terra, mentre 6,2 miglia quadrate (16 km², corrispondenti allo 0,6% del territorio) sono costituiti dall'acqua.

### Strade principali
- U.S. Highway 67
- U.S. Highway 83
- State Highway 153
- State Highway 158

### Contee adiacenti
- Taylor County (nord)
- Coleman County (est)
- Concho County (sud)
- Tom Green County (sud-ovest)
- Coke County (ovest)
- Nolan County (nord-ovest)